# Pelayo Morilla
Pelayo Morilla Cabal (Oviedo, Asturias, 17 de febrero de 2001) es un jugador de fútbol español que juega como extremo izquierdo, actualmente se encuentra sin equipo.

## Trayectoria
Nació en Oviedo, aunque fue formado como jugador en la cantera del Real Sporting de Gijón donde destacó desde edad muy temprana, por lo que el 21 de septiembre de 2017, siendo aún juvenil, firmó un contrato profesional de cinco años con el club gijonés.
Hizo su debut con el equipo filial, el Sporting de Gijón B el 7 de enero de 2018, partido que se saldó con una victoria por 3-5 contra el Gernika Club en jornada liguera de la antigua Segunda División B.
El 18 de agosto de 2018, debutó con el primer equipo del Real Sporting de Gijón de Segunda División con apenas 17 años, en un empate a uno frente a la Agrupación Deportiva Alcorcón. El 14 de septiembre de ese mismo año anotó su primer gol con el primer equipo, realizando el 2-0 en la victoria por 2-1 como visitante en la Copa del Rey de la temporada contra el Club Deportivo Numancia. 
Pese a su temprano debut no consiguió hacerse un hueco en el primer equipo y en la temporada 2018-19 tan sólo jugaría 3 partidos con el Real Sporting de Gijón en Segunda División, 2 encuentros de Copa del Rey y 22 partidos con el filial en Segunda División B en los que anota 2 goles.
Las siguientes dos temporadas las pasa en el equipo filial íntegramente y tan sólo disputa 12 partidos entre ambas tras sufrir una grave lesión al comienzo de la temporada que le obligó a pasar por el quirofano.
El 21 de julio de 2021, firma por el Algeciras CF de la recién creada Primera División RFEF, en calidad de cedido durante una temporada por el Real Sporting de Gijón, regresando al Sporting de Gijón B de la Tercera División RFEF al acabar la cesión.

## Clubes
| Club                   | País   | Año             |
| ---------------------- | ------ | --------------- |
| Sporting de Gijón B    | España | 2018-Actualidad |
| Real Sporting de Gijón | España | 2021            |
| Algeciras CF (cedido)  | España | 2021-2022       |
| Sporting Atlético      | España | 2022-2024       |